# Leševo
Leševo (cirill betűkkel Лешево), település Szerbiában, a Raškai körzet Kraljevoi községében.

## Népesség
- 1948-ban 454 lakosa volt.
- 1953-ban 491 lakosa volt.
- 1961-ben 492 lakosa volt.
- 1971-ben 447 lakosa volt.
- 1981-ben 457 lakosa volt.
- 1991-ben 410 lakosa volt.
- 2002-ben 324 lakosa volt,[1] akik közül 324 szerb (98,76%), 1 orosz, 1 szlovén, 1 ismeretlen.[2]